# Pobożność
Pobożność – cecha osoby, która odznacza się głęboką wiarą i poświęca chętnie czas na spełnianie form kultu religijnego.
Łacińskie słowo pietas wyrażało oryginalnie wysoko cenioną rzymską cnotę. Człowiek posiadający pietas spełniał swe obowiązki wobec bogów, kraju, rodziców i krewnych. W najwęższym sensie był to rodzaj miłości syna należny wobec ojca.
Pobożność to pojęcie używane wobec osób, które modlą się czy też uczestniczą w liturgii szczerze, z pokorą i czystą intencją. Do osób o przesadnej i drobiazgowej pobożności, które zwracają szczególną uwagę na zachowania rytualne, stosuje się termin dewocja.